# Medicina militar
La medicina militar és la especialitat mèdica dedicada a la prevenció, diagnòstic i tractament de malalties i lesions relacionades amb l'exercici de la professió militar.
La medicina militar utilitza els mètodes de medicina aplicats als aspectes particulars de la professió d'armes i les condicions de la guerra. Com a resultat, fa especial ús del coneixement a partir de disciplines clíniques com la cirurgia, la medicina interna, l'ortopèdia, les disciplines fonamentals com ara toxicologia, microbiologia, higiene i altres àrees com la protecció radiològica, la medicina nuclear i alguns aspectes farmacèutics.
Els objectius de la medicina militar poden ser: control de fluxos massius de pacients en un context de guerra; el diagnòstic i tractament de ferides causades per armes o municions en relació amb operacions militars; la gestió de trastorns psiquiàtrics relacionats amb la realització d'operacions militars. Entre les tasques relacionades amb la medicina militar, també es pot esmentar la instal·lació en el camp dels hospitals de camp construïts sota tendes de campanya.
La pràctica de la medicina militar requereix una formació especialitzada i una experiència que no es pot adquirir a través de la pràctica de la medicina civil. La transmissió del coneixement es fa, per tant, a través dels serveis militars de salut.